# (4971) Hoshinohiroba
(4971) Hoshinohiroba est un astéroïde de la ceinture principale.

## Description
(4971) Hoshinohiroba est un astéroïde de la ceinture principale. Il fut découvert le 30 janvier 1989 à Kitami par Tetsuya Fujii et Kazuro Watanabe. Il présente une orbite caractérisée par un demi-grand axe de 2,38 UA, une excentricité de 0,18 et une inclinaison de 3,2° par rapport à l'écliptique.

## Compléments